# ۱۱۳۱ (قمری)
۱۱۳۱ (قمری)، هزار و صد و سی و یکمین سال در گاهشماری هجری قمری است. اول محرم این سال برابر با بیست و چهارم نوامبر سال ۱۷۱۸ میلادی است.

## وابسته
- بم